# Wierzbanowska Góra

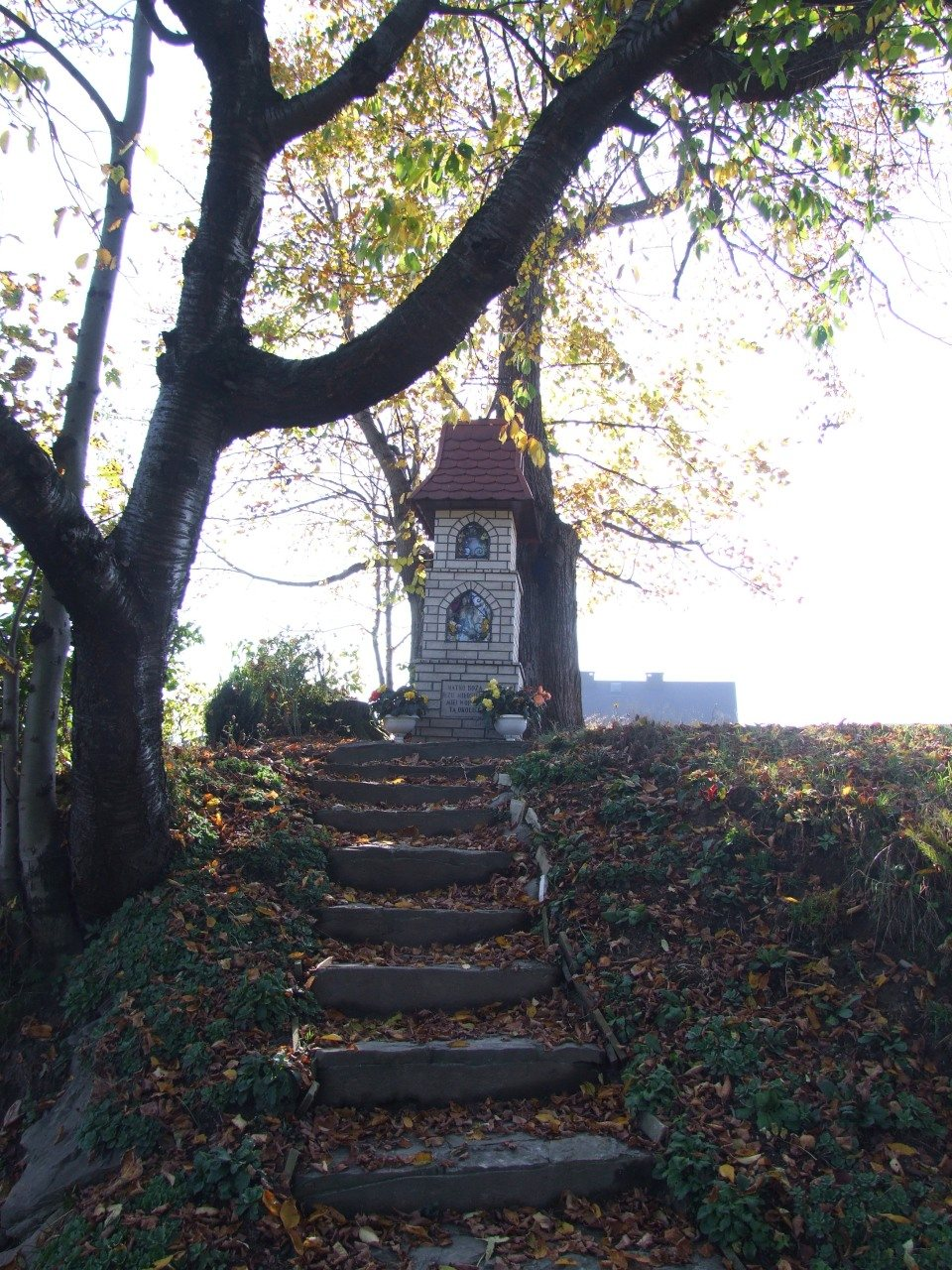
Kapliczka na Wierzbanowskiej Górze

Wierzbanowska Góra (770 m, 778 m) – szczyt Beskidu Wyspowego znajdujący się między Przełęczą Jaworzyce oddzielającą go od Lubomira (904 m) a Przełęczą Wielkie Drogi (569 m) oddzielająca go od niskiego wzniesienia Szklarnia (586 m). Od sąsiadującego na północ pasma Cietnia (829 m) oddzielony jest głęboką Wierzbanowską Przełęczą (596 m).
Góra ma charakter wydłużonego grzbietu z kilkoma wierzchołkami. Spływające z niej potoki zasilają Kasiniankę, Kobielnik i Stradomkę. Wznosi się ponad miejscowościami: Kasina Wielka, Kobielnik, Przenosza i Skrzydlna. Dzięki istnieniu w partiach wierzchołkowych otwartych przestrzeni pól uprawnych i polan posiada duże walory krajobrazowe. Z głównego wierzchołka ładne widoki na Lubogoszcz, Szczebel i Luboń Wielki, ze zboczy wschodnich Pasmo Łososińskie, Łopień, Śnieżnicę, Ćwilin, Jasień, Ogorzałą, płaski grzbiet Gorców oraz Lubogoszcz na pierwszym planie.

## Piesze szlaki turystyczne
Myślenice – Pasmo Lubomira i Łysiny – Przełęcz Jaworzyce – Wierzbanowska Góra – Kasina Wielka. Czas przejścia całej trasy ok. 8:15 godz (w drugą stronę 7 h)